# Eleccions al Parlament de Catalunya de 2010
Les eleccions al Parlament de Catalunya corresponents a la IX legislatura de l'actual període democràtic van celebrar-se el 28 de novembre de 2010. El President de la Generalitat, José Montilla, signà el decret de dissolució del Parlament de Catalunya a la seva seu el 4 d'octubre que oficialitzava el que ja havia estat anunciat en començar el curs polític unes setmanes abans.
El Parlament de Catalunya que sortí d'aquestes eleccions estava compost de 135 diputats. Aquests diputats es repartien en les 4 circumscripcions electorals de la següent manera:
- Barcelona: 85 diputats
- Tarragona: 18 diputats
- Girona: 17 diputats
- Lleida: 15 diputats

Els diputats de cada circumscripció es distribueixen entre les diferents candidatures segons ho estableix la Regla D'Hondt basant-se en els resultats de les eleccions. El límit mínim de vots que ha d'aconseguir una candidatura per poder obtenir diputats es marca en un 3% dels vots vàlids emesos en aquella circumscripció.
El 17 de maig del 2010 es va presentar al Centre Internacional de Premsa del Col·legi de Periodistes de Catalunya i també a la seu d'Òmnium Cultural de Barcelona el Manifest a Favor d'una Conferència Nacional del Sobiranisme, que proposava la formació d'una candidatura independentista unitària a aquestes eleccions. El manifest, promogut per Antoni M. Badia, Heribert Barrera, Agustí Bassols, Joan Blanch, Moisès Broggi i Oriol Domènec, el signaren, entre altres: Josep M. Ainaud de Lasarte, Josep Maria Ballarín, Oriol Bohigas, Miquel Calçada, Salvador Cardús, Montserrat Carulla i Josep M. Terricabras.

## Procés electoral
| Calendari electoral                                               |                                           | |
| Procés                                                            | Dates                                     | Observacions                                                                                                |
| Decret de convocatòria de les eleccions                           | 4 d'octubre de 2010                       | El signa el President de la Generalitat i és oficial un cop publicat al DOGC (5 d'octubre de 2010)          |
| Sorteig per ajuntaments dels membres de les meses electorals      | Del 30 d'octubre al 3 de novembre de 2010 | Es poden presentar al·legacions fins al 13 de novembre de 2010                                              |
| Exposició pels ajuntaments i consolats llistes electorals vigents | De l'11 al 18 d'octubre de 2010           | Només durant aquest període es poden presentar reclamacions                                                 |
| La Junta Electoral proclama les candidatures que es presentaran   | 1 de novembre de 2010                     | El 15 d'octubre de 2010 és la data límit que els partits tenen per comunicar si es presentaran amb coalició |
| Campanya electoral                                                | del 12 al 26 de novembre de 2010          | Del 23 al 27 de novembre es prohibeix la difusió de sondejos electorals                                     |
| Sol·licitud de vot per correu                                     | del 5 d'octubre al 18 de novembre de 2010 | La sol·licitud vot ciutadans temporalment a l'estranger és del 5 al 30 d'octubre de 2010                    |
| Jornada de reflexió                                               | 27 de novembre de 2010                    | |
| Votació i resultats provisionals                                  | 28 de novembre de 2010                    | Els col·legis electorals estaran oberts de 9 del matí a 8 del vespre                                        |
| Escrutini general                                                 | Del 1 al 4 de desembre de 2010            | Del 5 al 13 de desembre seran proclamats els nous electes                                                   |
| Constitució del nou Parlament de Catalunya                        | 16 de desembre de 2010                    | Comença la novena legislatura                                                                               |

## Candidatures

### Candidatures amb representació parlamentària
En negreta, el candidat a la presidència de la Generalitat. Per ordre de nombre d'escons en la present legislatura:
| Candidats per circumscripcions |                                                                          |                            |                              |                            |                              | |
| Candidatura                    | Candidatura                                                              | Barcelona                  | Tarragona                    | Girona                     | Lleida                       | Observacions |
|                                | Convergència i Unió (CiU)                                                | Artur Mas i Gavarró        | Josep Poblet i Tous          | Santi Vila i Vicente       | Albert Batalla i Siscart     | - Federació nacionalista catalana de Convergència Democràtica de Catalunya (CDC) i la social-cristiana Unió Democràtica de Catalunya (UDC). |
|                                | Partit dels Socialistes de Catalunya (PSC-PSOE)                          | José Montilla i Aguilera   | Xavier Sabaté i Ibarz        | Joaquim Nadal i Farreras   | Joaquim Llena i Cortina      | - Partit socialdemòcrata federat amb el Partit Socialista Obrer Espanyol. A les Eleccions al Parlament de Catalunya de 2006 va concórrer amb Ciutadans pel Canvi. |
|                                | Esquerra Republicana de Catalunya (ERC)                                  | Joan Puigcercós i Boixassa | Sergi de los Ríos i Martínez | Carme Capdevila i Palau    | Carmel Mòdol i Bresolí       | - Independentista i republicà. A les Eleccions al Parlament de Catalunya de 2006 el llavors sector denominat Reagrupament de Joan Carretero i el corrent intern d'Uriel Bertran, van formar part de les seves candidatures.                                             |
|                                | Partit Popular de Catalunya (PPC)                                        | Alicia Sánchez-Camacho     | Rafael Luna Vives            | Josep Enric Millo i Rocher | Dolors López                 | - Partit regional a Catalunya del Partit Popular. |
|                                | Iniciativa per Catalunya Verds - Esquerra Unida i Alternativa (ICV-EUiA) | Joan Herrera i Torres      | Hortensia Grau               | Joan Boada i Masoliver     | Francesc Hilari Pané i Sans  | - Coalició entre l'eco-socialista i federalista Iniciativa per Catalunya Verds, la federalista i republicana d'esquerres Esquerra Unida i Alternativa i Entesa pel Progrés Municipal.                                                                                   |
|                                | Solidaritat Catalana per la Independència (SI)                           | Joan Laporta i Estruch     | Hèctor López Bofill          | Toni Strubell i Trueta     | Francesc Xavier Segura i Riu | - Candidatura independentista transversal. Coalició formada per Democràcia Catalana, Solidaritat per la Independència, Els Verds - Alternativa Verda, Catalunya Nació Independència, Partit Republicà Català, Partit Socialista d'Alliberament Nacional i independents. |
|                                | Ciutadans-Partido de la Ciudadanía (C's)                                 | Albert Rivera i Díaz       | Vicente Castillo             | David Liern                | Ángeles Ribes                | |

### Candidatures sense representació parlamentària
En negreta, el candidat a la presidència de la Generalitat. Per ordre alfabètic:
| Candidats per circumscripcions                                                              |                                 |                               |                                   |                              | |
| Candidatura                                                                                 | Barcelona                       | Tarragona                     | Girona                            | Lleida                       | Observacions |
| Alternativa de Govern (AG)                                                                  | Montserrat Nebrera González     | -                             | -                                 | -                            | - Candidatura promoguda per l'ex-diputada del Partit Popular de Catalunya Montserrat Nebrera. Partit liberal, centredreta. |
| Alternativa Liberal Social (ALS)                                                            | -                               | Jesus Garcia Hernández        | -                                 | -                            | |
| Bloc Sobiranista Català (Bloc.S.C.)                                                         | -                               | -                             | -                                 | Enric Ainsa Puig             | |
| Centro Democrático y Social (CDS)                                                           | -                               | Ramón Moncusí Giménez         | -                                 | Ana Garcia Claver            | |
| Coordinadora Reusenca Independent (CORI)                                                    | Ariel Abel Santamaria Matas     | Josep Maria Turcó Correcher   | Ramon Sans Ortoneda               | Misericòrdia Alegre Llaberia | - Partit que s'auto-defineix com a juantxi (friqui) i que compta, com a gran basa electoral, amb la presència de l'artista Carmen de Mairena com a número dos per la circumscripció de Barcelona. |
| Democraticaweb (DW)                                                                         | -                               | Francisco Javier Nieto Luna   | -                                 | -                            | |
| Des de Baix                                                                                 | Esther Vivas i Esteve           | José Estrada Cruz             | Miquel Blanch i Solé              | Jordi Creus Expósito         | - Candidatura d'esquerres i anticapitalista integrada per Corriente Roja, En lluita, Lucha Internacionalista i Revolta Global. |
| Els Verds-Grup Verd Europeu (EV-GVE)                                                        | Josep Lluís Freijo              | Joan Oms i Llohis             | Josep Lluís Berdonces Serra       | Albert García Ventura        | - La coalició està integrada per Els Verds - Alternativa Ecologista, Els Verds - Opció Verda i Els Verds - Grup Verd. Emulant l'experiència francesa d'Europa Ecologia, la coalició s'obrirà a la participació de líders i associacions de la societat civil, i acollirà a candidats, en una proporció de no menys del 50%, no afiliats a cap dels partits verds. |
| Escons en Blanc-Ciudadanos en Blanco (EB-CenB)                                              | Antoni Ramon Boixaderas         | Ireneu Aymí López             | Germán Rodríguez Ferrer           | Anna Mujal Colilles          | - Coalició integrada per Escons en Blanc (antigament Escons Insubmisos) i Ciudadanos en Blanco. |
| Falange Española de las JONS (FE DE LAS JONS)                                               | Antonio Sánchez Aguilar         | Jose Gil Gispert              | Pascual Sánchez Lorca             | Félix Romo Alcántara         | |
| Gent Nostra (GN)                                                                            | Quim Romero Parcerisas          | -                             | -                                 | -                            | - Formació municipal igualadina que defensa la reforma del sistema electoral instaurant les llistes obertes i les consultes populars vinculants. |
| Movimiento Social Republicano (MSR)                                                         | Jordi de la Fuente Miró         | Joan Antoni Llopart Senent    | Agustí Pagès Soler                | Jordi Garriga Clavé          | - Partit d'ultra-dreta, "transversal", identitari català i espanyol, membre de l'organització identitària Aliança dels Moviments Nacionals Europeus i lleugerament animalista. |
| Pagesos per la Dignitat Rural Catalana (PDR.cat)                                            | -                               | -                             | Jack Massachs i Domken            | -                            | - Formació creada per agricultors i ramaders gironins per a defensar la "dignitat del sector primari" i "l'orgull de la vida de poble". |
| Partido Aragonés (PAR)                                                                      | -                               | -                             | -                                 | Maria Carmen Gil Beatove     | - Partit regionalista aragonès de centredreta. Es presenta a les eleccions catalanes per a "defensar els interessos dels aragonesos que viuen a Catalunya". L'organització FACAO dona suport a la candidatura. |
| Partido Castellano (PCAS)                                                                   | Bernardo Casique Mozombite      | -                             | -                                 | -                            | - Candidatura impulsada pel Partido Castellano. |
| Partido Gay, Lésbico, Bisexual, Transexual y Heterosexual / Todos Somos Iguales (GLBTH/TSI) | -                               | Encarnación Mir Tarrason      | Pere Antoni Mir Tarrasón          | -                            | - Partit creat arran de l'anterior partit Llibertats Civils que promou una nova forma de fer política, on el poble hagi de votar cada llei i que presenta un Programa Electoral fet per la ciutadania catalana (entre d'altres innovacions). |
| Partido de los Pensionistas en Acción (PDLPEA)                                              | Agustí Soberano Canet           | Diego Martínez Blasco         | Albert Olivera Muxí               | Miquel Gómez Estrada         | - Creat per la defensa dels interessos dels pensionistes i de la societat en general. |
| Partit Antitaurí Contra el Maltractament Animal (PACMA)                                     | Aida Gascón i Bosch             | Dora Casadó Alegria           | Deborah Parris Littler            | Estefania Bori Román         | - Partit que defensa els drets dels animals. Tot i que inicialment es va anunciar que concorreria en coalició amb ICV-EUiA, finalment la coalició no es va dur a terme. |
| Partit Comunista del Poble de Catalunya (PCPC)                                              | Ferran Nieto Gasull             | José Juan Ferré Fornós        | Cristina Gil Uriarte              | Francesc Xavier Garcia Llop  | - Partit Comunista de caràcter Marxista-Leninista que es presenta un cop més per les quatre circumscripcions catalanes. El seu objectiu és l'avenç de Catalunya cap al socialisme i el comunisme a través de l'enderrocament del sistema capitalista per mitjà d'una revolució.                                                                                   |
| Partit de Justícia i Progrés (PJP)                                                          | -                               | -                             | -                                 | Josep Mut Benavent           | |
| Partit Humanista de Catalunya (PH)                                                          | Maria Teresa Ruso Bernadó       | -                             | -                                 | Pablo Serra Majadas          | |
| Partit per Catalunya (PxCat)                                                                | -                               | -                             | -                                 | Mateu Figuerola i Niubó      | - Partit liberal, identitari i islamofòbic, escissió de Plataforma per Catalunya creada al 2007. |
| Partit Família i Vida (PFIV)                                                                | Vicenç Vila Tomasa              | Jordi Consarnau Emilio        | Miquel Mompió Azemar              | Carles Llovera Calama        | |
| Partit Republicà d'Esquerra - Izquierda Republicana (PRE-IR)                                | Ramiro Manuel Gil Morel         | Luis Iglesias Pérez           | Enric Cardona García              | -                            | - Representant a Catalunya d'Izquierda Republicana, el partit d'Azaña, formació política catalana que té com valors distinctius el republicanisme, el federalisme, el laïcisme i la democràcia participativa, amb l'objectiu de la proclamació de la III República Espanyola i l'Estat Català integrat a la federació.                                            |
| Partido Obrero Socialista Internacionalista (POSI)                                          | Jose Francisco Domíngez Sevilla | Eduardo Elias Arias Formatger | Carlos Rivera Romero              | -                            | |
| Pirates de Catalunya (PIRATA.CAT)                                                           | Xavier Vila Espinosa            | Ester Galimany Guasch         | Daniel García Fornells            | Josep Jover Padró            | - Partit que advoca per la defensa del lliure accés a la cultura, al coneixement i a la informació. La resta d'afers els sotmet a democràcia directa per part de la ciutadania. |
| Plataforma per Catalunya (PxC)                                                              | Josep Anglada i Rius            | Myriam Muñoz Sánchez          | Moisès Font Font                  | Eduard Pallerola Mora        | - Partit d'ultra-dreta i identitari que va signar un acord d'amistat amb el Partit Liberal d'Àustria. |
| Por un Mundo Más Justo (PUM+J)                                                              | Juan Jose Salbia Asensio        | Joan Ripollès Segura          | -                                 | Maria Carmen Gil Beatove     | |
| Reagrupament Independentista (RI)                                                           | Rut Carandell i Rieradevall     | Ferran Pujol i Benlloch       | Joan Carretero i Grau             | Jaume Fernàndez i González   | - Candidatura independentista transversal. Escissió d'Esquerra Republicana de Catalunya creada el 2009. Amb el suport de Suma Independència i Catalunya Estat Lliure. |
| Solidaridad y Autogestión Internacionalista (SAIN)                                          | -                               | Jordi Príncep Cabrera         | -                                 | -                            | |
| Unificación Comunista de España (UCE)                                                       | Núria Suárez Hernández          | Antonio Barba Martí           | Francesc Sergio Ibáñez Laffort    | Ana Garcia Claver            | |
| Unión Progreso y Democracia (UPyD)                                                          | Antonio Robles Almeida          | María Paloma León Santos      | Cesareo Agustín Herrera Rodríguez | Maria Cruz Hernandez Palacin | - Progressista en contra del nacionalisme. |

## Campanya electoral

### Lemes

#### Candidatures amb representació parlamentària
Per ordre de nombre d'escons en la present legislatura:
- CiU: 
  - campanya, «Una Catalunya millor»
  - precampanya, «Comença el canvi»[84]
- PSC-PSOE: 
  - campanya, «Garantia de progrés»
  - precampanya, «Segueixo creient»[85]
  - precampanya, «El canvi real»[86]
- ERC: 
  - campanya, «Gent valenta»
  - precampanya, «Puigcercós 2010, Catalunya decideix»[87]
- Partit Popular Català: 
  - campanya, «Solucions per a la crisi»
  - precampanya, «Solucions per als catalans»[88]
- ICV-EUiA:
  - campanya, «Verd. Esperança.»
  - precampanya, «Canvis que cal fer. Que ningú més farà»[89]
- C's:
  - campanya, «Rebélate»
  - precampanya, «Catalunya som tots»[90]

#### Candidatures sense representació parlamentària
Per ordre alfabètic:
- Alternativa de Govern
  - «Liberals de Catalunya: ja som aquí»
- Coordinadora Reusenca Independent
  - «Política low cost»
- Moviment Social Republicà
  - precampanya, «Resistim amb tu. Polítics? Enviem-los a l'atur!»
- Partit Família i Vida
  - precampanya, «I per a tu,... Què és el més important?»
- Partit per Catalunya
  - precampanya, «Solucions en immigració? Porta'ns al Parlament de Catalunya!»[91]
- Pirates de Catalunya
  - precampanya, «Tens dret a decidir-ho tot!»
- Reagrupament Independentista
  - precampanya, «Independència, Democràcia i Treball»
  - precampanya, «Independència. Ara sí, ara toca»[92]
- Solidaritat Catalana per la Independència
  - precampanya, «Fem possible la independència!»
  - campanya, «Catalunya proper estat d'Europa»
- Unión Progreso y Democracia
  - «La alternativa necesaria»

## Resultats

### Fitxa[93]
- Escons : 135 (Vegeu la llista completa dels diputats)
- Electors: 5.363.356, dels quals 232.126 ho fan per primer cop en unes eleccions al Parlament de Catalunya.[94][95]
- Vots finals: 3.135.764 (59,95% de participació)
  - A candidatures: 3.021.706
  - En blanc : 92.331
  - Nuls : 21.727

### Resultats per candidatura
| Total Catalunya |                                                                          |                                                                          |                                                                          |                                                                          |               |              |            |           |             |
| Cens            | Cens                                                                     | Cens                                                                     | Cens                                                                     | Participació                                                             | Participació  | Participació | Abstenció  | Abstenció | Abstenció   |
| Cens            | Cens                                                                     | Cens                                                                     | Cens                                                                     | Vots                                                                     | Vots          | Percentatge  | Vots       | Vots      | Percentatge |
| 5.363.688       | 5.363.688                                                                | 5.363.688                                                                | 5.363.688                                                                | 3.152.630                                                                | 3.152.630     | 58,78%       | 2.211.058  | 2.211.058 | 41,22%      |
| Vots totals     |                                                                          |                                                                          |                                                                          |                                                                          |               |              |            |           |             |
| Vàlids          | Vàlids                                                                   | Vàlids                                                                   | Vàlids                                                                   | Vàlids                                                                   | Vàlids        | Vàlids       | Nuls       | Nuls      | Nuls        |
| 3.130.276       | 3.130.276                                                                | 3.130.276                                                                | 3.130.276                                                                | 99,29%                                                                   | 99,29%        | 99,29%       | Nuls       | Nuls      | Nuls        |
|                 | Vots a candidatures                                                      | Vots a candidatures                                                      | Percentatge                                                              | Vots en blanc                                                            | Vots en blanc | Percentatge  | Nuls       | Nuls      | Nuls        |
|                 | 3.038.645                                                                | 3.038.645                                                                | 96,38%                                                                   | 91.631                                                                   | 91.631        | 2,91%        | 22.354     | 22.354    | 0,71%       |
| Candidatures    |                                                                          |                                                                          |                                                                          |                                                                          |               |              |            |           |             |
| Candidatura     | Candidatura                                                              | Candidatura                                                              | Candidatura                                                              | Candidatura                                                              | Vots          | %            | Diferència | Diputats  | Diferència  |
|                 | Convergència i Unió (CiU)                                                | Convergència i Unió (CiU)                                                | Convergència i Unió (CiU)                                                | Convergència i Unió (CiU)                                                | 1.202.830     | 38,43%       | +6,91%     | 62        | +14         |
|                 | Partit dels Socialistes de Catalunya (PSC-PSOE)                          | Partit dels Socialistes de Catalunya (PSC-PSOE)                          | Partit dels Socialistes de Catalunya (PSC-PSOE)                          | Partit dels Socialistes de Catalunya (PSC-PSOE)                          | 575.233       | 18,38%       | -8,44%     | 28        | -9          |
|                 | Partit Popular de Catalunya (PPC)                                        | Partit Popular de Catalunya (PPC)                                        | Partit Popular de Catalunya (PPC)                                        | Partit Popular de Catalunya (PPC)                                        | 387.066       | 12,37%       | +1,72%     | 18        | +4          |
|                 | Iniciativa per Catalunya Verds - Esquerra Unida i Alternativa (ICV-EUiA) | Iniciativa per Catalunya Verds - Esquerra Unida i Alternativa (ICV-EUiA) | Iniciativa per Catalunya Verds - Esquerra Unida i Alternativa (ICV-EUiA) | Iniciativa per Catalunya Verds - Esquerra Unida i Alternativa (ICV-EUiA) | 230.824       | 7,37%        | -2,15%     | 10        | -2          |
|                 | Esquerra Republicana de Catalunya (ERC)                                  | Esquerra Republicana de Catalunya (ERC)                                  | Esquerra Republicana de Catalunya (ERC)                                  | Esquerra Republicana de Catalunya (ERC)                                  | 219.173       | 7,00%        | -7,03%     | 10        | -11         |
|                 | Solidaritat Catalana per la Independència (SI)                           | Solidaritat Catalana per la Independència (SI)                           | Solidaritat Catalana per la Independència (SI)                           | Solidaritat Catalana per la Independència (SI)                           | 102.921       | 3,29%        | +3,29%     | 4         | +4          |
|                 | Ciutadans – Partido de la Ciudadanía (C's)                               | Ciutadans – Partido de la Ciudadanía (C's)                               | Ciutadans – Partido de la Ciudadanía (C's)                               | Ciutadans – Partido de la Ciudadanía (C's)                               | 106.154       | 3,39%        | +0,36%     | 3         | =           |
|                 | Plataforma per Catalunya (PxC)                                           | Plataforma per Catalunya (PxC)                                           | Plataforma per Catalunya (PxC)                                           | Plataforma per Catalunya (PxC)                                           | 75.134        | 2,40%        | +2,40%     | -         | -           |
|                 | Reagrupament Independentista (RI)                                        | Reagrupament Independentista (RI)                                        | Reagrupament Independentista (RI)                                        | Reagrupament Independentista (RI)                                        | 39.834        | 1,27%        | +1,27%     | -         | -           |

### Resultats provisionals per circumscripció electoral

#### Barcelona
| Circumscripció de Barcelona |                                                                          |                                                                          |                                                                          |                                                                          |               |              |            |           |             |
| Cens                        | Cens                                                                     | Cens                                                                     | Cens                                                                     | Participació                                                             | Participació  | Participació | Abstenció  | Abstenció | Abstenció   |
| Cens                        | Cens                                                                     | Cens                                                                     | Cens                                                                     | Vots                                                                     | Vots          | Percentatge  | Vots       | Vots      | Percentatge |
| -                           | -                                                                        | -                                                                        | -                                                                        | -                                                                        | -             | -%           | -          | -         | -%          |
| Vots totals                 |                                                                          |                                                                          |                                                                          |                                                                          |               |              |            |           |             |
| Vàlids                      | Vàlids                                                                   | Vàlids                                                                   | Vàlids                                                                   | Vàlids                                                                   | Vàlids        | Vàlids       | Nuls       | Nuls      | Nuls        |
| -                           | -                                                                        | -                                                                        | -                                                                        | -%                                                                       | -%            | -%           | Nuls       | Nuls      | Nuls        |
|                             | Vots a candidatures                                                      | Vots a candidatures                                                      | Percentatge                                                              | Vots en blanc                                                            | Vots en blanc | Percentatge  | Nuls       | Nuls      | Nuls        |
|                             | -                                                                        | -                                                                        | -%                                                                       | -                                                                        | -             | -%           | -          | -         | -%          |
| Candidatures                |                                                                          |                                                                          |                                                                          |                                                                          |               |              |            |           |             |
| Candidatura                 | Candidatura                                                              | Candidatura                                                              | Candidatura                                                              | Candidatura                                                              | Vots          | %            | Diferència | Diputats  | Diferència  |
|                             | Convergència i Unió (CiU)                                                | Convergència i Unió (CiU)                                                | Convergència i Unió (CiU)                                                | Convergència i Unió (CiU)                                                | 858.188       | -%           | -%         | 35        | -           |
|                             | Partit dels Socialistes de Catalunya (PSC-PSOE)                          | Partit dels Socialistes de Catalunya (PSC-PSOE)                          | Partit dels Socialistes de Catalunya (PSC-PSOE)                          | Partit dels Socialistes de Catalunya (PSC-PSOE)                          | 445.448       | -%           | -%         | 18        | -           |
|                             | Esquerra Republicana de Catalunya (ERC)                                  | Esquerra Republicana de Catalunya (ERC)                                  | Esquerra Republicana de Catalunya (ERC)                                  | Esquerra Republicana de Catalunya (ERC)                                  | 148.061       | -%           | -%         | 6         | -           |
|                             | Partit Popular de Catalunya (PPC)                                        | Partit Popular de Catalunya (PPC)                                        | Partit Popular de Catalunya (PPC)                                        | Partit Popular de Catalunya (PPC)                                        | 298.856       | -%           | -%         | 12        | -           |
|                             | Iniciativa per Catalunya Verds - Esquerra Unida i Alternativa (ICV-EUiA) | Iniciativa per Catalunya Verds - Esquerra Unida i Alternativa (ICV-EUiA) | Iniciativa per Catalunya Verds - Esquerra Unida i Alternativa (ICV-EUiA) | Iniciativa per Catalunya Verds - Esquerra Unida i Alternativa (ICV-EUiA) | 192.836       | -%           | -%         | 8         | -           |
|                             | Ciutadans – Partido de la Ciudadanía (C's)                               | Ciutadans – Partido de la Ciudadanía (C's)                               | Ciutadans – Partido de la Ciudadanía (C's)                               | Ciutadans – Partido de la Ciudadanía (C's)                               | 89.730        | -%           | -%         | 3         | -           |
|                             | Solidaritat Catalana per la Independència (SI)                           | Solidaritat Catalana per la Independència (SI)                           | Solidaritat Catalana per la Independència (SI)                           | Solidaritat Catalana per la Independència (SI)                           | 72.090        | -%           | -%         | 3         | -           |
|                             | Reagrupament Independentista (RI)                                        | Reagrupament Independentista (RI)                                        | Reagrupament Independentista (RI)                                        | Reagrupament Independentista (RI)                                        | 23.299        | -%           | -%         | 0         | -           |
|                             | Unión Progreso y Democracia (UPyD)                                       | Unión Progreso y Democracia (UPyD)                                       | Unión Progreso y Democracia (UPyD)                                       | Unión Progreso y Democracia (UPyD)                                       | -             | -%           | -%         | 0         | -           |
|                             | Plataforma per Catalunya (PxC)                                           | Plataforma per Catalunya (PxC)                                           | Plataforma per Catalunya (PxC)                                           | Plataforma per Catalunya (PxC)                                           | -             | -%           | -%         | 0         | -           |
|                             | Alternativa de Govern (AdG)                                              | Alternativa de Govern (AdG)                                              | Alternativa de Govern (AdG)                                              | Alternativa de Govern (AdG)                                              | -             | -%           | -%         | 0         | -           |
|                             | Des de Baix (Des de Baix)                                                | Des de Baix (Des de Baix)                                                | Des de Baix (Des de Baix)                                                | Des de Baix (Des de Baix)                                                | -             | -%           | -%         | 0         | -           |
|                             | Coordinadora Reusenca Independent (CORI)                                 | Coordinadora Reusenca Independent (CORI)                                 | Coordinadora Reusenca Independent (CORI)                                 | Coordinadora Reusenca Independent (CORI)                                 | -             | -%           | -%         | 0         | -           |

#### Girona
| Circumscripció de Girona |                                                                          |                                                                          |                                                                          |                                                                          |               |              |            |           |             |
| Cens                     | Cens                                                                     | Cens                                                                     | Cens                                                                     | Participació                                                             | Participació  | Participació | Abstenció  | Abstenció | Abstenció   |
| Cens                     | Cens                                                                     | Cens                                                                     | Cens                                                                     | Vots                                                                     | Vots          | Percentatge  | Vots       | Vots      | Percentatge |
| 486.654                  | 486.654                                                                  | 486.654                                                                  | 486.654                                                                  | 294.376                                                                  | 294.376       | 60,49%%      | 192.278    | 192.278   | 39,51%      |
| Vots totals              |                                                                          |                                                                          |                                                                          |                                                                          |               |              |            |           |             |
| Vàlids                   | Vàlids                                                                   | Vàlids                                                                   | Vàlids                                                                   | Vàlids                                                                   | Vàlids        | Vàlids       | Nuls       | Nuls      | Nuls        |
| -                        | -                                                                        | -                                                                        | -                                                                        | -%                                                                       | -%            | -%           | Nuls       | Nuls      | Nuls        |
|                          | Vots a candidatures                                                      | Vots a candidatures                                                      | Percentatge                                                              | Vots en blanc                                                            | Vots en blanc | Percentatge  | Nuls       | Nuls      | Nuls        |
|                          | -                                                                        | -                                                                        | -%                                                                       | -                                                                        | -             | -%           | -          | -         | -%          |
| Candidatures             |                                                                          |                                                                          |                                                                          |                                                                          |               |              |            |           |             |
| Candidatura              | Candidatura                                                              | Candidatura                                                              | Candidatura                                                              | Candidatura                                                              | Vots          | %            | Diferència | Diputats  | Diferència  |
|                          | Convergència i Unió (CiU)                                                | Convergència i Unió (CiU)                                                | Convergència i Unió (CiU)                                                | Convergència i Unió (CiU)                                                | 131.690       | 45,16%       | +6,97%     | 9         | +2          |
|                          | Partit dels Socialistes de Catalunya (PSC-PSOE)                          | Partit dels Socialistes de Catalunya (PSC-PSOE)                          | Partit dels Socialistes de Catalunya (PSC-PSOE)                          | Partit dels Socialistes de Catalunya (PSC-PSOE)                          | 41.498        | 14,23%       | -7,90%     | 3         | -1          |
|                          | Esquerra Republicana de Catalunya (ERC)                                  | Esquerra Republicana de Catalunya (ERC)                                  | Esquerra Republicana de Catalunya (ERC)                                  | Esquerra Republicana de Catalunya (ERC)                                  | 26.828        | 9,20%        | -10,03%    | 2         | -2          |
|                          | Partit Popular de Catalunya (PPC)                                        | Partit Popular de Catalunya (PPC)                                        | Partit Popular de Catalunya (PPC)                                        | Partit Popular de Catalunya (PPC)                                        | 25.050        | 8,59%        | +1,37%     | 1         | =           |
|                          | Iniciativa per Catalunya Verds - Esquerra Unida i Alternativa (ICV-EUiA) | Iniciativa per Catalunya Verds - Esquerra Unida i Alternativa (ICV-EUiA) | Iniciativa per Catalunya Verds - Esquerra Unida i Alternativa (ICV-EUiA) | Iniciativa per Catalunya Verds - Esquerra Unida i Alternativa (ICV-EUiA) | 14.057        | 4,82%        | -2,82%     | 1         | =           |
|                          | Solidaritat Catalana per la Independència (SI)                           | Solidaritat Catalana per la Independència (SI)                           | Solidaritat Catalana per la Independència (SI)                           | Solidaritat Catalana per la Independència (SI)                           | 13.845        | 4,75%        | -          | +1        | -           |
|                          | Reagrupament Independentista (RI)                                        | Reagrupament Independentista (RI)                                        | Reagrupament Independentista (RI)                                        | Reagrupament Independentista (RI)                                        | 9.560         | 3,28%        | -          | 0         | -           |
|                          | Plataforma per Catalunya (PxC)                                           | Plataforma per Catalunya (PxC)                                           | Plataforma per Catalunya (PxC)                                           | Plataforma per Catalunya (PxC)                                           | 6.445         | 2,21%        | -          | 0         | -           |
|                          | Ciutadans – Partido de la Ciudadanía (C's)                               | Ciutadans – Partido de la Ciudadanía (C's)                               | Ciutadans – Partido de la Ciudadanía (C's)                               | Ciutadans – Partido de la Ciudadanía (C's)                               | 4.926         | 1,69%        | -          | 0         | -           |

#### Lleida
| Circumscripció de Lleida |                                                                          |                                                                          |                                                                          |                                                                          |               |              |            |           |             |
| Cens                     | Cens                                                                     | Cens                                                                     | Cens                                                                     | Participació                                                             | Participació  | Participació | Abstenció  | Abstenció | Abstenció   |
| Cens                     | Cens                                                                     | Cens                                                                     | Cens                                                                     | Vots                                                                     | Vots          | Percentatge  | Vots       | Vots      | Percentatge |
| -                        | -                                                                        | -                                                                        | -                                                                        | -                                                                        | -             | -%           | -          | -         | -%          |
| Vots totals              |                                                                          |                                                                          |                                                                          |                                                                          |               |              |            |           |             |
| Vàlids                   | Vàlids                                                                   | Vàlids                                                                   | Vàlids                                                                   | Vàlids                                                                   | Vàlids        | Vàlids       | Nuls       | Nuls      | Nuls        |
| -                        | -                                                                        | -                                                                        | -                                                                        | -%                                                                       | -%            | -%           | Nuls       | Nuls      | Nuls        |
|                          | Vots a candidatures                                                      | Vots a candidatures                                                      | Percentatge                                                              | Vots en blanc                                                            | Vots en blanc | Percentatge  | Nuls       | Nuls      | Nuls        |
|                          | -                                                                        | -                                                                        | -%                                                                       | -                                                                        | -             | -%           | -          | -         | -%          |
| Candidatures             |                                                                          |                                                                          |                                                                          |                                                                          |               |              |            |           |             |
| Candidatura              | Candidatura                                                              | Candidatura                                                              | Candidatura                                                              | Candidatura                                                              | Vots          | %            | Diferència | Diputats  | Diferència  |
|                          | Convergència i Unió (CiU)                                                | Convergència i Unió (CiU)                                                | Convergència i Unió (CiU)                                                | Convergència i Unió (CiU)                                                | -             | -%           | -%         | -         | -           |
|                          | Partit dels Socialistes de Catalunya (PSC-PSOE)                          | Partit dels Socialistes de Catalunya (PSC-PSOE)                          | Partit dels Socialistes de Catalunya (PSC-PSOE)                          | Partit dels Socialistes de Catalunya (PSC-PSOE)                          | -             | -%           | -%         | -         | -           |
|                          | Esquerra Republicana de Catalunya (ERC)                                  | Esquerra Republicana de Catalunya (ERC)                                  | Esquerra Republicana de Catalunya (ERC)                                  | Esquerra Republicana de Catalunya (ERC)                                  | -             | -%           | -%         | -         | -           |
|                          | Partit Popular de Catalunya (PPC)                                        | Partit Popular de Catalunya (PPC)                                        | Partit Popular de Catalunya (PPC)                                        | Partit Popular de Catalunya (PPC)                                        | -             | -%           | -%         | -         | -           |
|                          | Iniciativa per Catalunya Verds - Esquerra Unida i Alternativa (ICV-EUiA) | Iniciativa per Catalunya Verds - Esquerra Unida i Alternativa (ICV-EUiA) | Iniciativa per Catalunya Verds - Esquerra Unida i Alternativa (ICV-EUiA) | Iniciativa per Catalunya Verds - Esquerra Unida i Alternativa (ICV-EUiA) | -             | -%           | -%         | -         | -           |
|                          | Solidaritat Catalana per la Independència (SI)                           | Solidaritat Catalana per la Independència (SI)                           | Solidaritat Catalana per la Independència (SI)                           | Solidaritat Catalana per la Independència (SI)                           | -             | -%           | -%         | -         | -           |
|                          | Reagrupament Independentista (RI)                                        | Reagrupament Independentista (RI)                                        | Reagrupament Independentista (RI)                                        | Reagrupament Independentista (RI)                                        | -             | -%           | -%         | -         | -           |
|                          | Ciutadans – Partido de la Ciudadanía (C's)                               | Ciutadans – Partido de la Ciudadanía (C's)                               | Ciutadans – Partido de la Ciudadanía (C's)                               | Ciutadans – Partido de la Ciudadanía (C's)                               | -             | -%           | -%         | -         | -           |
|                          | Unión Progreso y Democracia (UPyD)                                       | Unión Progreso y Democracia (UPyD)                                       | Unión Progreso y Democracia (UPyD)                                       | Unión Progreso y Democracia (UPyD)                                       | -             | -%           | -%         | -         | -           |
|                          | Plataforma per Catalunya (PxC)                                           | Plataforma per Catalunya (PxC)                                           | Plataforma per Catalunya (PxC)                                           | Plataforma per Catalunya (PxC)                                           | -             | -%           | -%         | -         | -           |
|                          | Des de Baix (Des de Baix)                                                | Des de Baix (Des de Baix)                                                | Des de Baix (Des de Baix)                                                | Des de Baix (Des de Baix)                                                | -             | -%           | -%         | -         | -           |
|                          | Coordinadora Reusenca Independent (CORI)                                 | Coordinadora Reusenca Independent (CORI)                                 | Coordinadora Reusenca Independent (CORI)                                 | Coordinadora Reusenca Independent (CORI)                                 | -             | -%           | -%         | -         | -           |

#### Tarragona
| Circumscripció de Tarragona |                                                                          |                                                                          |                                                                          |                                                                          |               |              |            |           |             |
| Cens                        | Cens                                                                     | Cens                                                                     | Cens                                                                     | Participació                                                             | Participació  | Participació | Abstenció  | Abstenció | Abstenció   |
| Cens                        | Cens                                                                     | Cens                                                                     | Cens                                                                     | Vots                                                                     | Vots          | Percentatge  | Vots       | Vots      | Percentatge |
| -                           | -                                                                        | -                                                                        | -                                                                        | -                                                                        | -             | -%           | -          | -         | -%          |
| Vots totals                 |                                                                          |                                                                          |                                                                          |                                                                          |               |              |            |           |             |
| Vàlids                      | Vàlids                                                                   | Vàlids                                                                   | Vàlids                                                                   | Vàlids                                                                   | Vàlids        | Vàlids       | Nuls       | Nuls      | Nuls        |
| -                           | -                                                                        | -                                                                        | -                                                                        | -%                                                                       | -%            | -%           | Nuls       | Nuls      | Nuls        |
|                             | Vots a candidatures                                                      | Vots a candidatures                                                      | Percentatge                                                              | Vots en blanc                                                            | Vots en blanc | Percentatge  | Nuls       | Nuls      | Nuls        |
|                             | -                                                                        | -                                                                        | -%                                                                       | -                                                                        | -             | -%           | -          | -         | -%          |
| Candidatures                |                                                                          |                                                                          |                                                                          |                                                                          |               |              |            |           |             |
| Candidatura                 | Candidatura                                                              | Candidatura                                                              | Candidatura                                                              | Candidatura                                                              | Vots          | %            | Diferència | Diputats  | Diferència  |
|                             | Convergència i Unió (CiU)                                                | Convergència i Unió (CiU)                                                | Convergència i Unió (CiU)                                                | Convergència i Unió (CiU)                                                | -             | -%           | -%         | -         | -           |
|                             | Partit dels Socialistes de Catalunya (PSC-PSOE)                          | Partit dels Socialistes de Catalunya (PSC-PSOE)                          | Partit dels Socialistes de Catalunya (PSC-PSOE)                          | Partit dels Socialistes de Catalunya (PSC-PSOE)                          | -             | -%           | -%         | -         | -           |
|                             | Partit Popular de Catalunya (PPC)                                        | Partit Popular de Catalunya (PPC)                                        | Partit Popular de Catalunya (PPC)                                        | Partit Popular de Catalunya (PPC)                                        | -             | -%           | -%         | -         | -           |
|                             | Esquerra Republicana de Catalunya (ERC)                                  | Esquerra Republicana de Catalunya (ERC)                                  | Esquerra Republicana de Catalunya (ERC)                                  | Esquerra Republicana de Catalunya (ERC)                                  | -             | -%           | -%         | -         | -           |
|                             | Iniciativa per Catalunya Verds - Esquerra Unida i Alternativa (ICV-EUiA) | Iniciativa per Catalunya Verds - Esquerra Unida i Alternativa (ICV-EUiA) | Iniciativa per Catalunya Verds - Esquerra Unida i Alternativa (ICV-EUiA) | Iniciativa per Catalunya Verds - Esquerra Unida i Alternativa (ICV-EUiA) | -             | -%           | -%         | -         | -           |
|                             | Solidaritat Catalana per la Independència (SI)                           | Solidaritat Catalana per la Independència (SI)                           | Solidaritat Catalana per la Independència (SI)                           | Solidaritat Catalana per la Independència (SI)                           | -             | -%           | -%         | -         | -           |
|                             | Ciutadans – Partido de la Ciudadanía (C's)                               | Ciutadans – Partido de la Ciudadanía (C's)                               | Ciutadans – Partido de la Ciudadanía (C's)                               | Ciutadans – Partido de la Ciudadanía (C's)                               | -             | -%           | -%         | -         | -           |
|                             | Plataforma per Catalunya (PxC)                                           | Plataforma per Catalunya (PxC)                                           | Plataforma per Catalunya (PxC)                                           | Plataforma per Catalunya (PxC)                                           | -             | -%           | -%         | -         | -           |
|                             | Reagrupament Independentista (RI)                                        | Reagrupament Independentista (RI)                                        | Reagrupament Independentista (RI)                                        | Reagrupament Independentista (RI)                                        | -             | -%           | -%         | -         | -           |
|                             | Coordinadora Reusenca Independent (CORI)                                 | Coordinadora Reusenca Independent (CORI)                                 | Coordinadora Reusenca Independent (CORI)                                 | Coordinadora Reusenca Independent (CORI)                                 | -             | -%           | -%         | -         | -           |

### Diputats electes
| CiU | PSC-PSOE | Partit Popular Català | ICV-EUiA | ERC | Solidaritat Catalana per la Independència                                                                          | C's                                                                                |
| Barcelona 1. Artur Mas i Gavarró 2. Joana Ortega i Alemany 3. Felip Puig i Godes 4. Meritxell Borràs i Solé 5. Ramon Espadaler i Parcerisas 6. Oriol Pujol i Ferrusola 7. Antoni Castellà i Clavé 8. Lluís Recoder i Miralles 9. Irene Rigau i Oliver 10. Neus Munté i Fernández 11. Lluís Corominas i Díaz 12. Núria de Gispert i Català 13. Francesc Homs i Molist 14. Antoni Fernández i Teixidó 15. Cristina Iniesta i Blasco 16. Josep Rull i Andreu 17. Josep Maria Vila d'Abadal i Serra 18. Josep Lluís Cleries i Gonzàlez 19. Maria Glòria Renom i Vallbona 20. Marta Llorens i Garcia 21. Jordi Turull i Negre 22. Joan Recasens i Guinot 23. David Bonvehí i Torras 24. Anna Figueras Ibañez 25. Montserrat Ribera i Puig 26. Joan Morell i Comas 27. Assumpció Laïlla i Jou 28. Jordi Cuminal i Roquet 29. Pere Regull i Riba 30. Maria Mercè Jou i Torras 31. Gerard Martí Figueras i Albà 32. Dolors Gordi i Julià 33. Francesc Bragulat i Bosom 34. Maria Senserrich i Guitart 35. Roger Montañola i Busquets Girona 1. Santi Vila i Vicente 2. Elena Ribera i Garijo 3. Eudald Casadesús i Barceló 4. Xavier Crespo i Llobet 5. Dolors Rovirola i Coromí 6. Carles Puigdemont i Casamajó 7. Xavier Dilmé i Vert 8. Lluís Guinó i Subirós 9. Begonya Montalban i Vilas Lleida 1. Albert Batalla i Siscart 2. Josep M. Pelegrí i Aixut 3. Marta Alòs i López 4. Joan Reñé i Huguet 5. Ramona Barrufet i Santacana 6. Agustí Lluís López i Pla 7. Anna Miranda i Torres 8. Antoni Balasch i Parisi 9. Mireia Canals i Botines Tarragona 1. Josep Poblet i Tous 2. Carles Sala i Roca 3. Dolors Batalla i Nogués 4. Meritxell Roigé i Pedrola 5. Carles Pellicer i Punyed 6. Xavier Pallarès Povill 7. Milagros Fernández i López 8. Maria Victòria Forns i Fernández 9. Francesc Sancho i Serena | Barcelona 1. José Montilla i Aguilera 2. Montserrat Tura Camafreita 3. Celestino Corbacho Chaves 4. Laia Bonet Rull 5. Miquel Iceta i Llorens 6. Manuela de Madre Ortega 7. Ernest Maragall Mira 8. Rocio Martínez-Sampere Rodrigo 9. Jaume Collboni Cuadrado 10. Eva Maria Granados Galiano 11. Joan Ferran i Serafini 12. Higini Clotas i Cierco 13. Consol Prados i Martínez 14. Daniel Font Cardona 15. Montserat Capdevila Tatché 16. Jordi Terrades i Santacreu 17. Caterina Mieras Barceló 18. Roberto Edgardo Labandera Ganachipi Girona 1. Joaquim Nadal i Farreras 2. Marina Geli i Fàbrega 3. Esteve Pujol i Badà Lleida 1. Joaquim Llena i Cortina 2. Agnès Pardell i Veà 3. Mònica Lafuente de la Torre Tarragona 1. Francesc Xavier Sabaté i Ibarz 2. Núria Ventura i Brusca 3. Josep Maria Sabaté i Guasch 4. Núria Segú Ferré | Barcelona 1. Alicia Sánchez-Camacho Pérez 2. Jordi Cornet i Serra 3. Maria de los Llanos de Luna Tobarra 4. Pere Calbó i Roca 5. María José García Cuevas 6. Mª Dolors Montserrat i Culleré 7. Josep Llobet Navarro 8. Eva García Rodríguez 9. José Antonio Coto Roquet 10. Pedro Chumillas Zurilla 11. Rafael López Rueda 12. Santiago Rodríguez Serra Girona 1. Josep Enric Millo i Rocher Lleida 1. Dolors López i Aguilar 2. Marisa Xandri Pujol Tarragona 1. Rafael Luna Vivas 2. Juan Bertomeu Bertomeu 3. Alicia Alegret Martí | Barcelona 1. Joan Herrera Torres 2. Maria Dolors Camats Luis 3. Jordi Miralles Conte 4. Jaume Bosch Mestres 5. Laia Ortiz i Castellví 6. Laura Massana i Mas 7. Salvador Milà i Solsona 8. Mercè Civit i Illa Girona 1. Joan Boada i Masoliver Tarragona 1. Hortènsia Grau Juan | Barcelona 1. Joan Puigcercós i Boixassa 2. Ernest Benach i Pascual 3. Anna Simó i Castelló 4. Laura Vilagrà Pons 5. Oriol Amorós i March 6. Marc Sanglas i Alcantarilla Girona 1. Carme Capdevila i Palau 2. Pere Vigo i Sallent Lleida 1. Carmel Mòdol i Bresolí Tarragona 1. Sergi de los Ríos Martínez | Barcelona 1. Joan Laporta i Estruch 2. Alfons López Tena 3. Uriel Bertran Arrué Girona 1. Antoni Strubell i Trueta | Barcelona 1. Albert Rivera i Díaz 2. M. del Carmen Rivera Pla 3. Jordi Cañas Pérez |

### Investidura del president de la Generalitat de Catalunya
| Primera Volta Majoria Absoluta (68 diputats) Requerida |                |    |    |    |    |    |   |   |       |
| Candidat: Artur Mas i Gavarró                          | Grups Polítics |    |    |    |    |    |   |   | TOTAL |
| Candidat: Artur Mas i Gavarró                          | Sí             | 62 |    |    |    |    |   |   | 62    |
| Candidat: Artur Mas i Gavarró                          | No             |    | 28 | 18 | 10 | 10 | 4 | 3 | 73    |
| Candidat: Artur Mas i Gavarró                          | Abstencions    |    |    |    |    |    |   |   | 0     |
| Candidat: Artur Mas i Gavarró                          | Absències      |    |    |    |    |    |   |   | 0     |

| Segona Volta Majoria Simple Requerida |                |    |    |    |    |    |   |   |       |
| Candidat: Artur Mas i Gavarró         | Grups polítics |    |    |    |    |    |   |   | TOTAL |
| Candidat: Artur Mas i Gavarró         | Sí             | 62 |    |    |    |    |   |   | 62    |
| Candidat: Artur Mas i Gavarró         | No             |    |    | 18 | 10 | 10 | 4 | 3 | 45    |
| Candidat: Artur Mas i Gavarró         | Abstencions    |    | 28 |    |    |    |   |   | 28    |
| Candidat: Artur Mas i Gavarró         | Absències      |    |    |    |    |    |   |   | 0     |